# 23 Park Row
Le 23 Park Row est un gratte-ciel résidentiel en construction à New York aux États-Unis. Il s'élèvera à 214 mètres. Son achèvement est prévu pour 2020. 